# Guardamino
Guardamino es un barrio de la zona este del municipio de Ramales de la Victoria, Cantabria, (España) tiene una población de 43 habitantes. Es una zona agrícola con buenas muestras de arquitectura tradicional cántabra. La principal actividad económica de la zona es la ganadería. Son reseñables sus parajes, sus espléndidas vistas y su gran belleza.
- Datos: Q5887264